# Horacio Troche
Horacio Federico Troche Herrera (Nueva Helvecia, 1934. október 27. – Morelia, 2014. július 14.) uruguayi válogatott labdarúgó, edző.
Az uruguayi válogatott tagjaként részt vett az 1962-es és az 1966-os világbajnokságon, illetve az 1959-es Dél-amerikai bajnokságon.

## Sikerei, díjai
Nacional
- Uruguayi bajnok (3): 1955, 1956, 1957

Uruguay
- Dél-amerikai bajnok (1): 1959